# Питерсон, Дэвид (лингвист)
Дэ́вид Джо́шуа Пи́терсон (англ. David Joshua Peterson; род. 20 января 1981) — американский писатель, художник, лингвист, создатель искусственных языков для теле- и кинофильмов, таких как «Тор: Царство тьмы» и «Доктор Стрэндж». Поработал над дотракийским и валирийским языками для телесериала «Игра престолов», а также доработал язык Старшей Речи для сериала «Ведьмак» от Netflix.

## Биография
Питерсон получил степень бакалавра по английскому языку и лингвистике в Калифорнийском университете в Беркли (2003), затем окончив магистрскую программу по лингвистике в Калифорнийском университете в Сан-Диего (2003—2006). Согласно интервью, данному изданию Conlangs Monthly, он впервые познакомился с искусственными языками, ещё находясь в Беркли, после посещения класса эсперанто в 2000 году. В 2007 году он стал одним из 10 сооснователей «Общества по созданию языков» и был его президентом (2011—2014).
В 2009 году телевизионной сети HBO потребовалось разработать вымышленный язык для телесериала «Игра престолов». Продюсеры обратились за помощью к Обществу создания языков. Конкурс выиграл Питерсон.
Питерсон создал дотракийский и валирийский языки для сериала «Игра престолов», а также каститанский, иратиентский, индоджинский и OMEC языки для шоу «Вызов» канала Syfy; вообще он создаёт языки с 2000 года. Он также создал язык, используемый тёмными эльфами в фильме «Тор: Царство тьмы». Недавние проекты Питерсона включают языки Inha и Munja’kin для сериала NBC «Изумрудный город».
Питерсон активно популяризирует творчество по созданию языков, также называемых «конлангами». Он создал несколько видеороликов на YouTube в серии под названием «Искусство изобретения языка» и опубликовал книгу под тем же названием в 2015 году. Также Питерсон работал исполнительным продюсером документального фильма 2017 года Conlanging — The Art of Crafting Tongues.

## Список используемой литературы
- Johnston, Susan; Battis, Jes. Mastering the Game of Thrones: Essays on George R. R. Martin's A Song of Ice and Fire (англ.). — McFarland & Company, 2015. — ISBN 978-0-7864-9631-0.
- Peterson, David J. Dothraki (англ.). — Living Language[англ.], 2014. — ISBN 978-0-8041-6086-5.
- Peterson, David J. The Art of Language Invention (англ.). — Penguin Books, 2015. — ISBN 978-0-14-312646-1.
- Post, Nina; Peterson, David J. The Zaanics Deceit (Cate Lyr) (Volume 1) (англ.). — Nina Post, LLC, 2014. — ISBN 978-1-4954-6134-7.
- Post, Nina; Peterson, David J. The Zaanics Pursuit (Cate Lyr) (Volume 2) (англ.). — Nina Post, LLC, 2017. — ISBN 978-1-5376-4745-6.